# Fokus (Danemark)
 (septembre 2018).
Si vous disposez d'ouvrages ou d'articles de référence ou si vous connaissez des sites web de qualité traitant du thème abordé ici, merci de compléter l'article en donnant les références utiles à sa vérifiabilité et en les liant à la section « Notes et références ».
Pour les articles homonymes, voir Fokus.
Fokus (nom complet : Miljøpartiet Fokus) est un ancien parti politique danois, fondé le 10 mars 2010 par Christian H. Hansen. Il est un parti qui se veut un parti de l'environnement, des droits des animaux, de la société et du régionalisme[réf. nécessaire]. Il est dissous en 2015.

## Dirigeant
- 2010-2015 : Christian H. Hansen